# Byar med befästa kyrkor i Transsylvanien
Transsylvaniens byar var ofta organiserade kring en befäst kyrka. Idag är en grupp på sex gamla saxiska byar och en szeklersk by uppsatt på världsarvslistan.

## Historia
De saxiska byarna i Transsylvanien dök upp på 1200-talet då Ungerns kungar placerade tyska kolonister i området. De hade en särskild status bland nationer i provinsen, och deras civilisation lyckade överleva och utvecklas och kom att bilda en mycket stark grupp av jordbrukare, hantverkare och köpmän. Med sitt läge i en region som konstant var i riskzonen att bli invaderade av osmaner och tatarer, byggde de fortifikationer av olika storlekar. De viktigaste städerna var helt befästa och mindre samhällen skapade befästningar runt kyrkan centralt i byn, där de förstärkte dessa med försvarstorn och lagerbyggnader för att kunna behålla sina mest värdefulla varor och skydda dem mot långa belägringar.

## Beskrivning

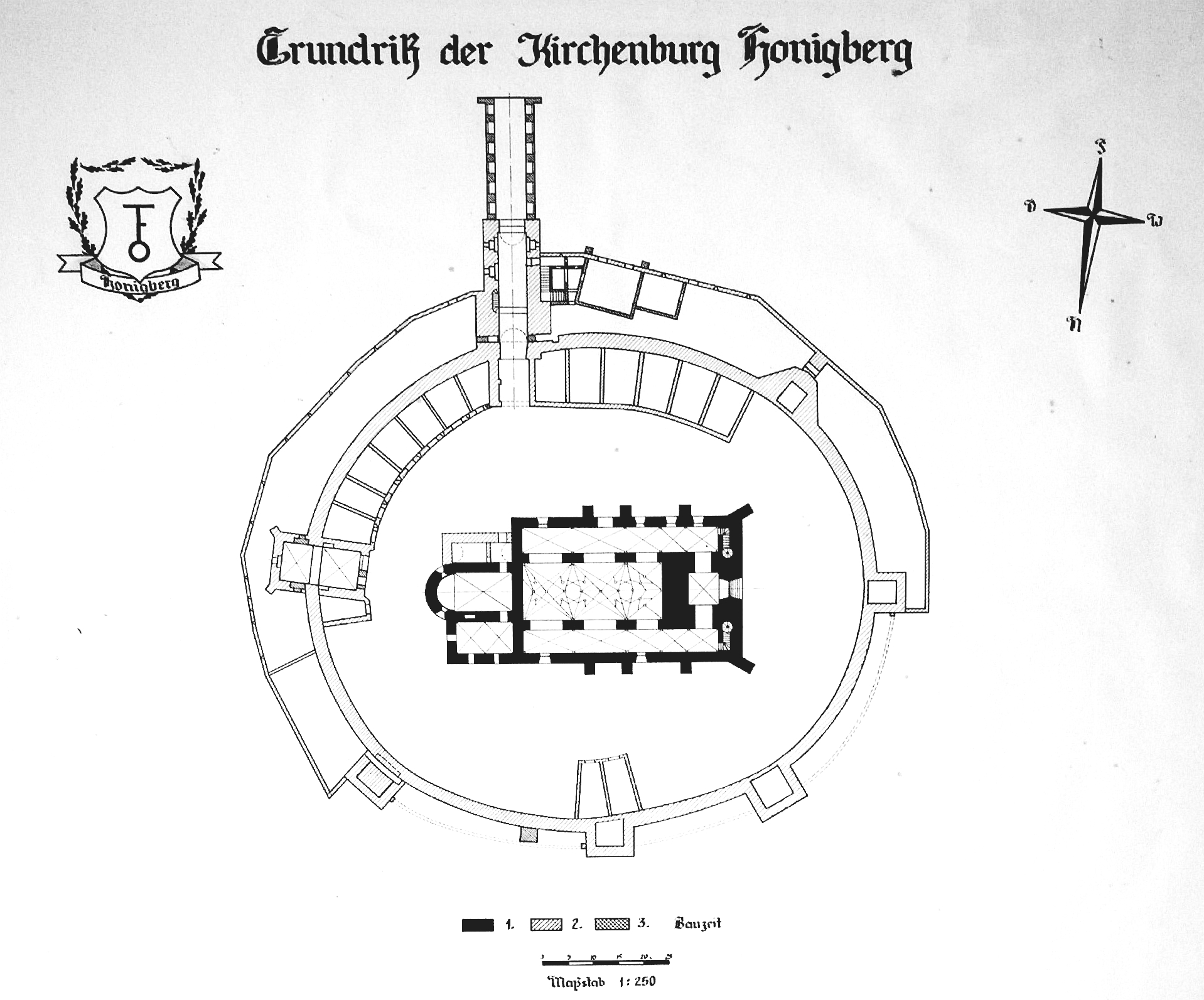
Hǎrman

Topografin i södra Transsylvanien är som en platå, genomskuren av vida dalgångar med olika mindre vattendrag som rinner ut i större, nämligen Olt, Mureș, Târnava Mare och Târnava Mică. Byarna följer starkt topografin och försöker använda den på bästa sätt; därför är byarna i dalgångarna utvecklade runt en central gata och möjligen en andra, när de som ligger på planare området följer ett lösare, radialt mönster. Av säkerhetsskäl och saxiska traditioner är byarna kompakt byggda.
Huvudelementet är kyrkan, alltid beläget i mitten av samhället. Olika typer av fästningsverk finns; en liten enceinte omkring kyrkan, en rad fortifikationer omkring kyrkan eller ett helt fort med ett antal olika befästningsmurar runt kyrkan. Kyrkan har anpassats för att inkludera försvarsfunktioner; alla är antingen romanska basilikor eller enkelskeppade kyrkor i sengotisk stil. Kyrkorna har även många tillägg, varierande i ålder från ursprungsperioden då kyrkan byggdes under senmedeltiden fram till 1500-talet. Många kyrkor har även barockelement från perioden, då barockstilen var väldigt populär i regionen.
I de flesta fall är kyrkan placerad på en plats som är lätt att försvara, i allmänhet på toppen av en höjd. Materialen är traditionella; sten och röda tegelstenar, med takpannor i röd lera.

## Byar på listan
| Namn         | Län      | Tyska/Ungerska namnet         | Namn på världsarvslistan |  |
| ------------ | -------- | ----------------------------- | ------------------------ |  |
| Biertan      | Sibiu    | Birthälm - Berethalom         | Biertan                  |  |
| Câlnic       | Alba     | Kelling - Kelnek              | Câlnic                   |  |
| Dârjiu       | Harghita | Székelyderzs                  | Dârjiu                   |  |
| Prejmer      | Brașov   | Tartlau - Prázsmár            | Prejmer                  |  |
| Saschiz      | Mureș    | Keisd - Szászkézd             | Saschiz                  |  |
| Valea Viilor | Sibiu    | Wurmloch - Nagybaromlak       | Valea Viilor             |  |
| Viscri       | Brașov   | Weißkirch - Szászfehéregyháza | Viscri                   |  |

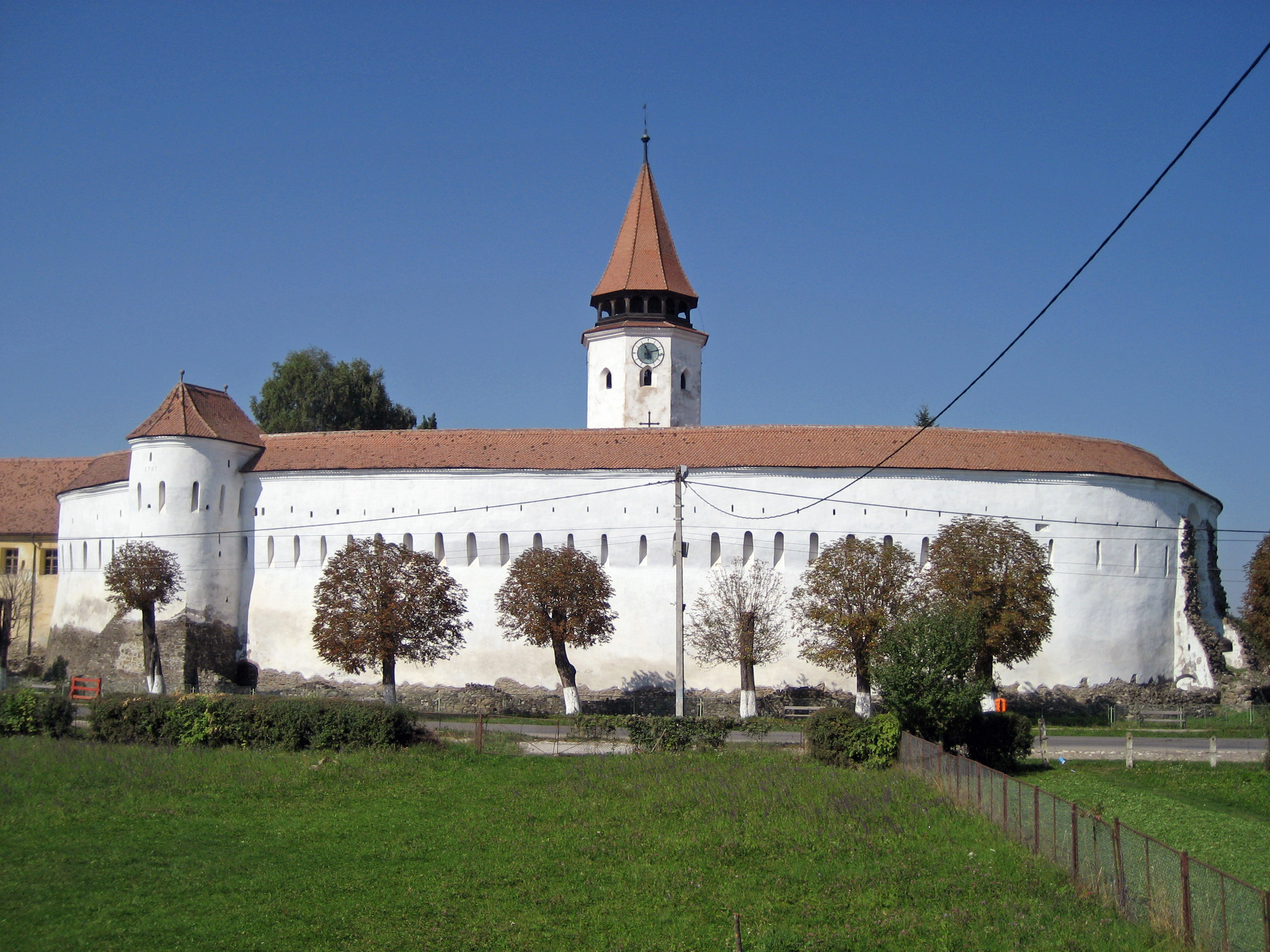
Prejmer
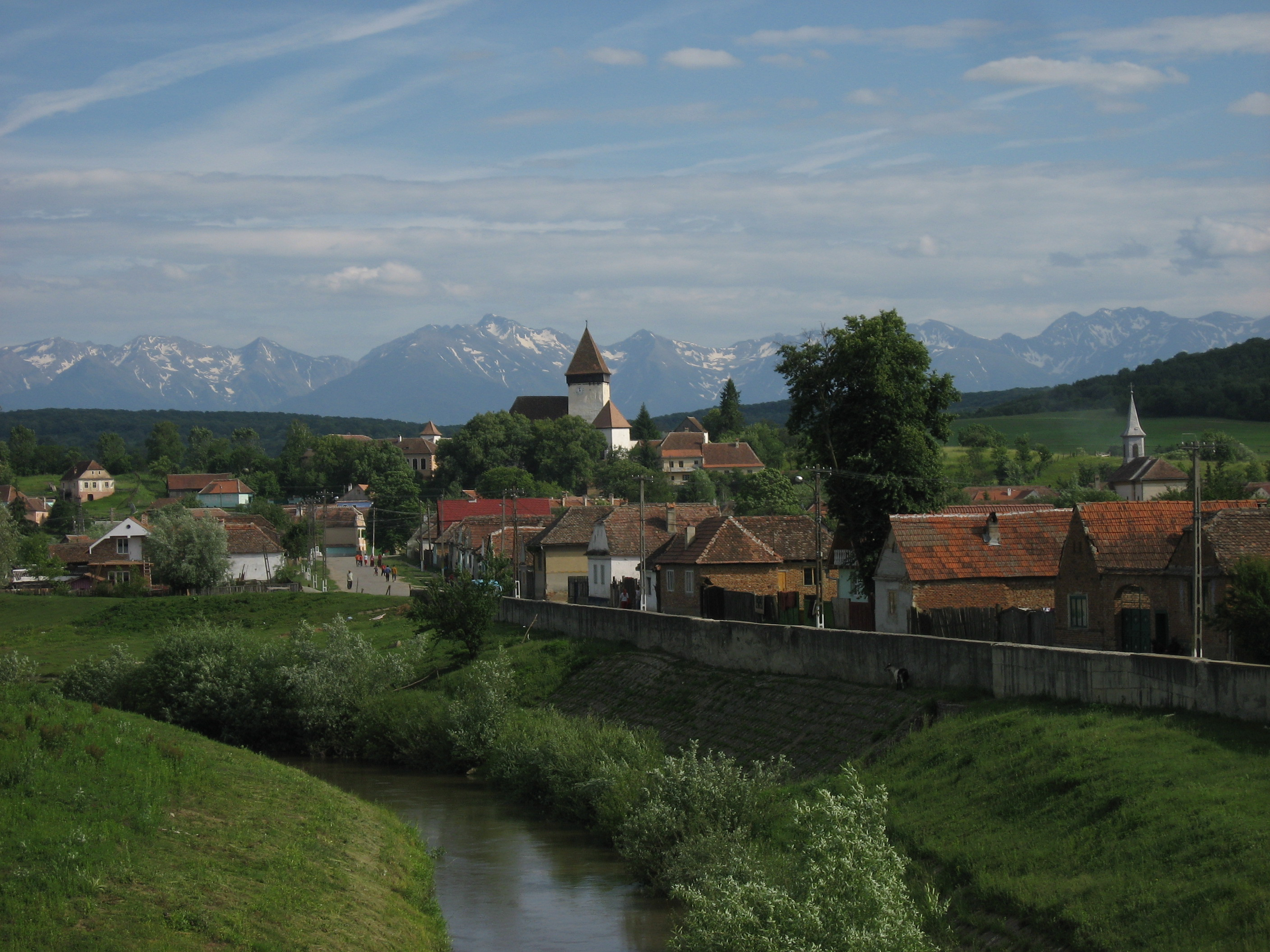
Hosman
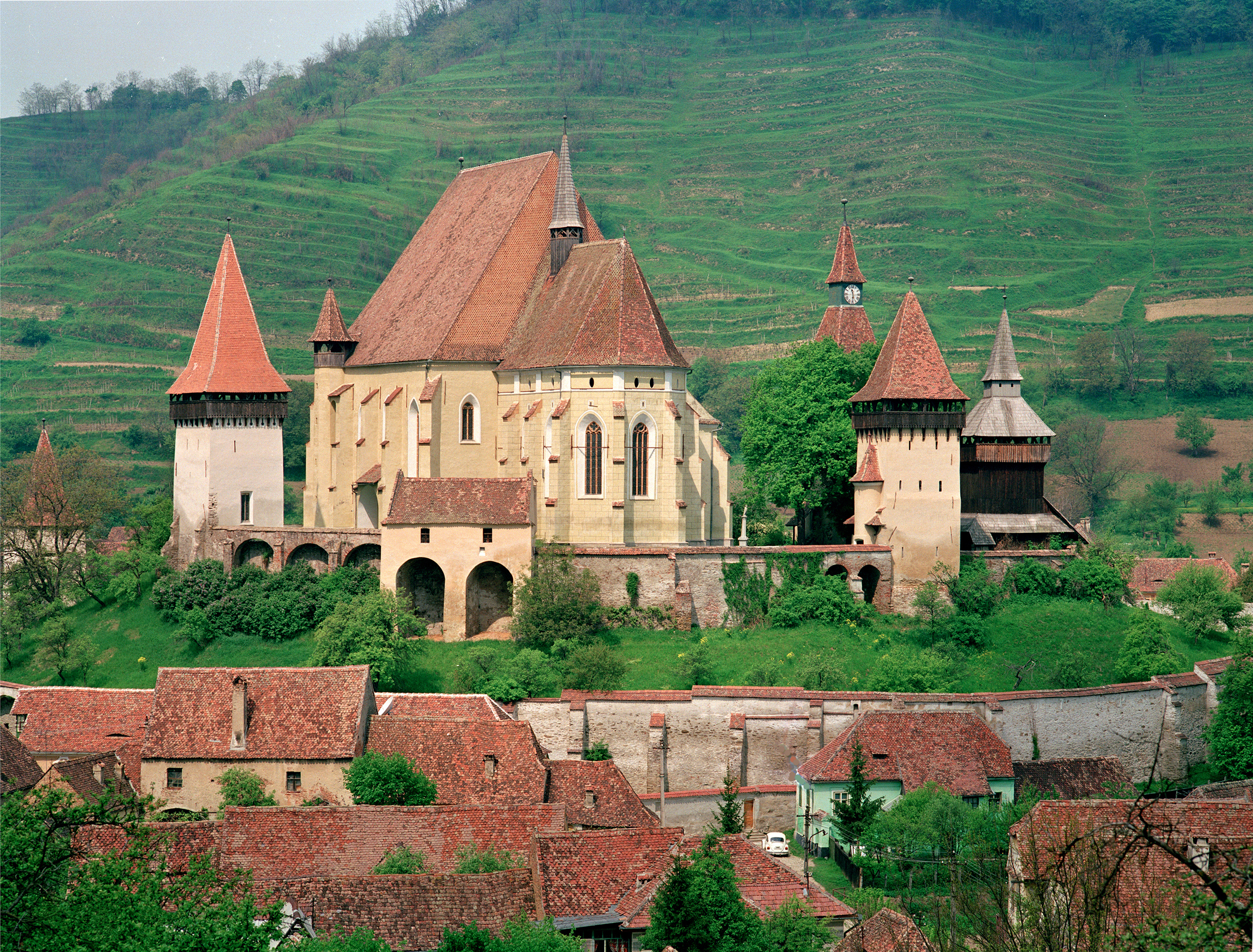
Biertan
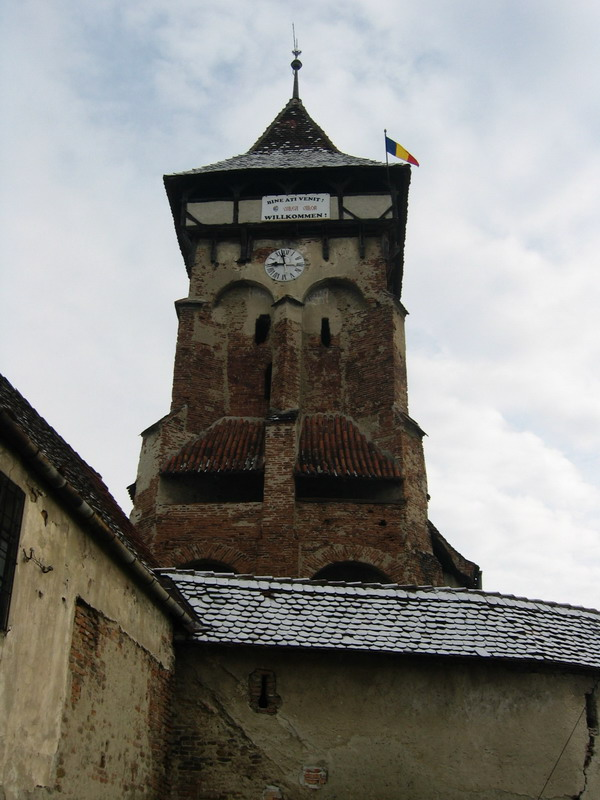
Valea Viilor
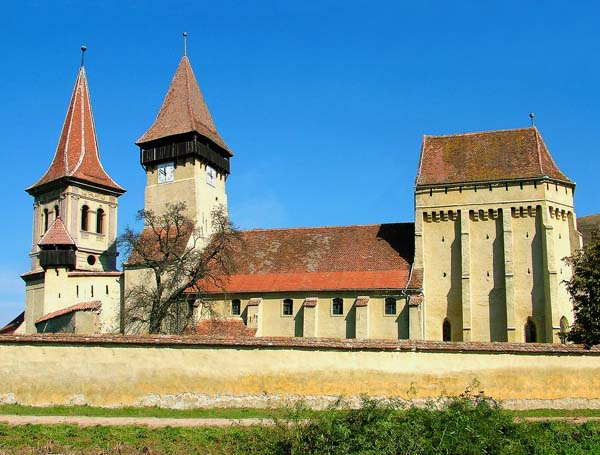
Şeica Mică
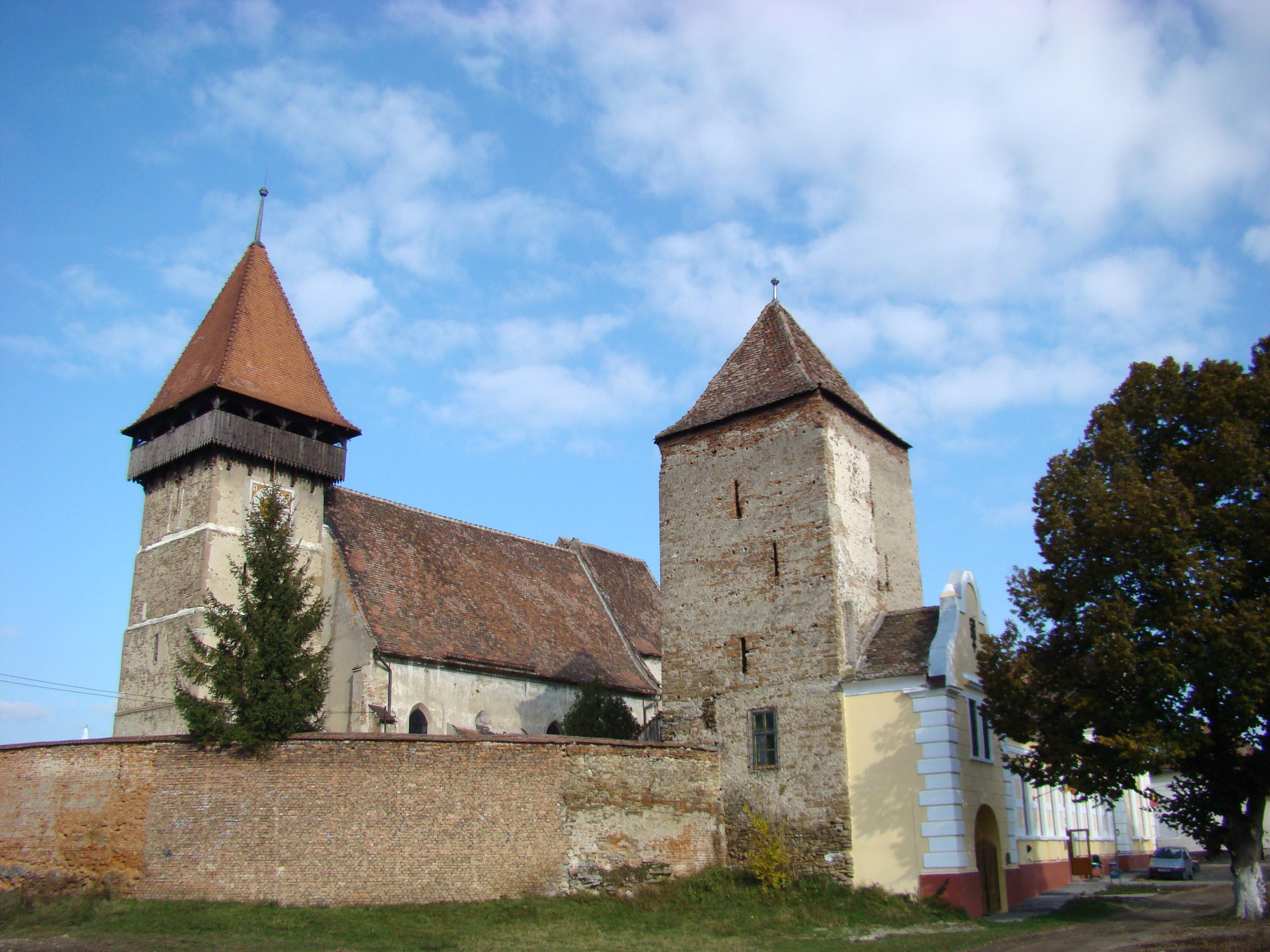
Brateiu
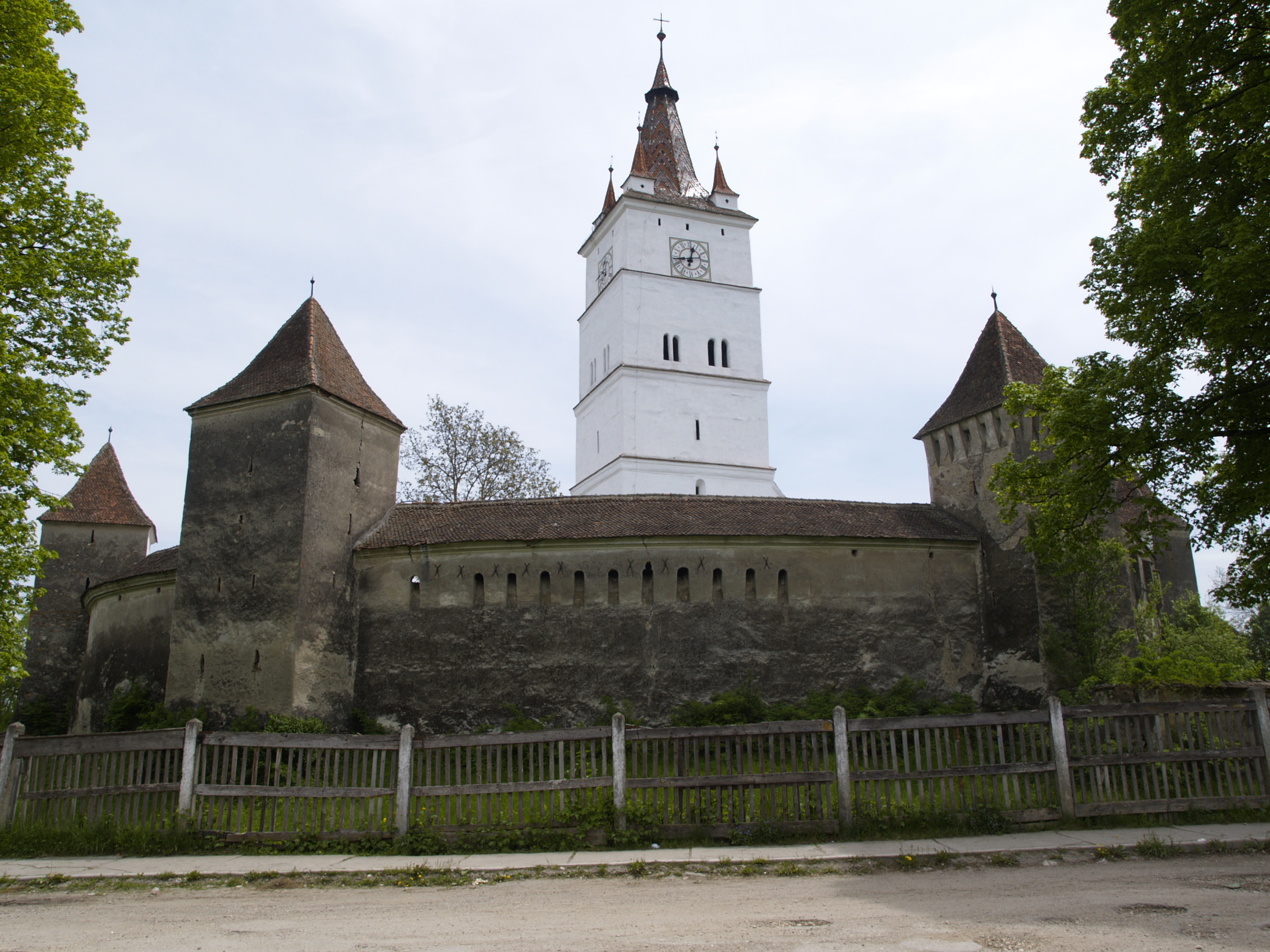
Hărman
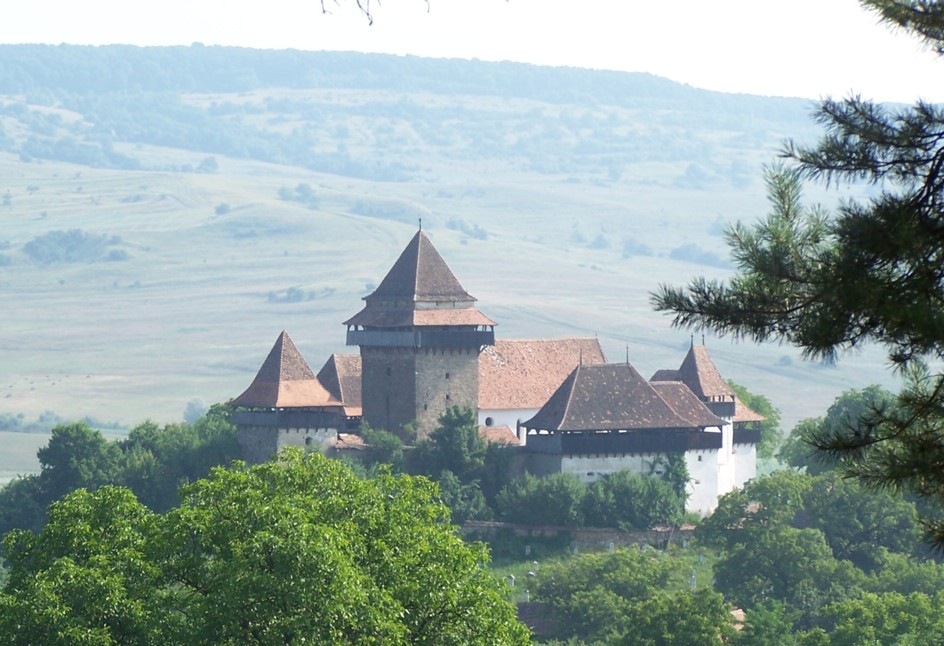
Viscri